# Tunel Karavanke
Tunel Karavanke (njem.: Karawankentunnel, slo.: Predor Karavanke) je cestovni tunel u Karavankama, između Slovenije i Austrije.

## Povijest i karakteristike
Tunel je probijen kroz Karavanke od slovenskog sela Hrušica (općina Jesenice) do austrijskog sela Sankt Jakob im Rosental (Koruška) u razdoblju od 1986. do 1991. godine. Dug je 7864 metara (od čega slovenski dio iznosi 3450 m.), a širok je 7,5 m. Tunel povezuje austrijski autoput A11 sa slovenskim A2 odnosno Ljubljanu sa Villachom i Tauernautobahnom, pa na taj način Jugoistočnu Europu sa Njemačkom i Zapadnom Europom.

## Vanjske poveznice
|  | Zajednički poslužitelj ima još gradiva o temi Tunel Karavanke |

- Predor Karavanke  Arhivirana inačica izvorne stranice od 1. srpnja 2014. (Wayback Machine) (slov.)